# アマル・チャティッチ
アマル・チャティッチ（Amar Ćatić、1999年1月21日 - ）は、オランダ・ティルブルフ出身のサッカー選手。SVヴェーエン・ヴィースバーデン所属。ポジションはFW。

## クラブ経歴
2018年8月24日、TOPオスとのリーグ戦でヨングPSVデビュー。2019年8月29日、UEFAヨーロッパリーグ予選のアポロン・リマソール戦でトップチームデビューを果たした。
2020年7月1日、ADOデン・ハーグにフリーで移籍した。